# Linha 2 (Metrô de Argel)
A linha 2 (Verde) é uma linha planejada para ser construída do Metrô de Argel, na Argélia.

## Estações
Estão previstas 15 estações para esta linha.